# Léopold De Groof
Adriaan Léopold De Groof (ur. 2 lutego 1896 w Lille, zm. 26 czerwca 1984 w Antwerpii) – belgijski piłkarz grający na pozycji obrońcy. Był reprezentantem Belgii.

## Kariera klubowa
Całą swoją karierę de Groof spędził w klubie Royal Antwerp FC. Zadebiutował w nim w 1914 roku w pierwszej lidze belgijskiej i grał w nim do 1927 roku. W sezonie 1924/1925 wywalczył z nim wicemistrzostwo Belgii.

## Kariera reprezentacyjna
W reprezentacji Belgii De Groof zadebiutował 5 maja 1921 roku w przegranym 2:3 towarzyskim meczu z Włochami, rozegranym w Antwerpii. Był w kadrze Belgii na Igrzyska Olimpijskie w Antwerpii. Zdobył na nich złoty medal, jednak nie rozegrał żadnego spotkania na tym turnieju. W 1921 roku rozegrał 2 mecze w kadrze narodowej.